# Слободянюк Борис Гаврилович
 Бори́с Гаври́лович Слободяню́к (14 липня 1936 — 4 червня 2016) — український письменник. Був членом Національної спілки письменників України з 2005 р.

## Біографія
Народився 14 липня 1936 року в селі Бахтинок Мурованокуриловецького району Вінницької області. Випускник факультету журналістики Ростовського-на-Дону державного університету та Вищої партійної школи, відділення преси, радіо і телебачення. Майже все життя пов'язано з Донбасом. Працював на будові, пройшовши шлях від монтажника-висотника до майстра, у профтехучилищі, на комсомольській, партійній роботі, у державних структурах, засобах масової інформації.
Строкову військову службу проходив на Тихоокеанському флоті (1956—1961 рр).
З 1961 р. по 1973 р. мешкав у м. Алчевськ (Коммунарськ). У 1974 році переїхав до м. Ворошиловград (нині Луганськ).
У листопаді 2014 року повернувся з Луганщини на Мурованокуриловеччину. Помер 4 червня 2016 року. Похований на Північному цвинтарі смт Муровані Курилівці.

## Літературна діяльність
Автор романів (4): «Не всі повертаються з вирію», «Облога», «Номенклатура», «Крізь завісу часу»; повістей (15): «Люди із Крайгорода», «Гіркий полин», «Марічка», «Повернення Лукіяна», «Персоналій», «Житіє отця Оникія», «Судний день», «Після заходу сонця», «Заключний акорд», «Знаю і люблю», «Спекотне літо», «Відчахнута гілка», «Терпкий присмак калини», «Живий товар», «Звенислава»; оповідань: «Стешина доля», «Іван — куркульский син», «Колоски», «Без протоколу»; новели «Любина».
Було видано книжки: «Живий товар», повість (збірка «Терпкий присмак калини», видавництво «Знання», Луганськ, 1979 р.; «Вибране», видавництво «Світлиця», Луганськ, 1997 р.; «Живий товар» (видавництво «Знання», Луганськ, 1998 р.); «Звенислава» (видавництво «Світлиця», Луганськ, 1997 р.; під назвою «Земна мадонна наяву» перевидана у видавництві «Знання», Луганськ, 2007 р.); «Відчахнута гілка» (видавництво «Знання», Луганськ, 1997 р., перевидана у видавництві «Світлиця», Луганськ, 1998 р.); «Люди із Крайгорода» (видавництво «Донбас», Донецьк, 1982 р.), «Гіркий полин» (журнал «Бахмутський шлях», № 1-2, 2000 р.); «Спекотне літо» (журнал «Бахмутський шлях», № 1-2, 2000 р.); «Вибране», збірка повістей, видано до 70-тиріччя автора (видавництво «Світлиця», Луганськ, 2006 р.) — премія ім. Б. Горбатова; «Три повісті», збірка (видавництво «Знання», Луганськ, 2006 р.); «Терпкий присмак калини», збірка повістей (видавництво «Знання», Луганськ, 2007 р.) — премія ім. М. Чернявського; «Знаю і люблю», повість (видавництво «Світлиця», Луганськ, 2008 р.); «Не всі повертаються з вирію», роман (видавництво «Знання», Луганськ, 2008 р.); «Морські етюди» (видавництво «Глобус», Луганськ, 2009 р.); «Після заходу сонця», повість (журнал «Бахмутський шлях», 2009 р.); «Крізь завісу часу», роман (видавництво «Глобус», Луганськ, 2010 р.); «Без протоколу» (видавництво «Світлиця», Луганськ, 2011 р.); «Краплі роси на світанку», збірка повістей і оповідань (видавництво «Світлиця», Луганськ, 2011 р.); «Облога», роман (видавництво «Глобус», Луганськ, 2012 р.); «Номенклатура», роман (видавництво «Глобус», Луганськ, 2013 р.); Добірка інтерв'ю з автором (видавництво «Глобус», Луганськ, 2014 р.).
За його сценаріями створено кілька хронікально-документальних фільмів.

Лауреат луганських обласних літературних премій імені Б. Горбатова та імені М. Чернявського.